# SMS Uzsok
L'SMS Uzsok è stato un cacciatorpediniere appartenente alla k.u.k. Kriegsmarine, unità della moderna classe Ersatz Triglav nata per rimpiazzare gli esemplari perduti della precedente classe Tátra. Dopo la fine della prima guerra mondiale passò alla Regia Marina, che lo ribattezzò Monfalcone.

## Storia

### Il servizio nella Marina austroungarica
Ordinato nel 1916 dalla k.u.k. Kriegsmarine come Uszok, il cacciatorpediniere faceva parte della classe Ersatz Triglav di quattro cacciatorpediniere (Lika, Triglav, Dukla) ordinate per le perdite subite dalla classe Tátra incrementare il numero di cacciatorpediniere moderni nella Marina imperialregia. Entrato in servizio nel dicembre 1917, l'Uszok fu l'ultima unità della propria classe.
L'Uszok non ebbe largo impiego bellico al pari delle unità gemelle, dato che entrò in servizio a soli undici mesi dalla conclusione della prima guerra mondiale. Il 9 giugno 1918 supportò, insieme al cacciatorpediniere Dukla, un bombardamento da parte di 14 aerei contro Brindisi (che provocò 15 morti e 33 feriti e pesanti danni all'idroscalo di Brindisi). Nei due giorni successivi avrebbe dovuto scortare, insieme al cacciatorpediniere Csikos ed a tre torpediniere, la corazzata Erzherzog Friederich in quella che avrebbe dovuto essere una trappola per la flotta italiana, che sarebbe uscita in mare a contrasto di un'incursione nel canale d'Otranto per poi essere circondata da un superiore numero di unità nemiche, ma l'operazione venne interrotta a causa dell'affondamento della corazzata Szent Istvan.

### Il servizio nella Regia Marina
Dopo la conclusione della prima guerra mondiale, l'Italia ottenne, in conto di riparazione dei danni di guerra, la cessione di sette unità della classe Tátra ed Ersatz Triglav, che andarono a formare la classe Fasana. 
Incorporato nella Regia Marina nel 1919 ed entrato in servizio l'anno successivo, l’Uszok venne ribattezzato Monfalcone.
Sotto la nuova bandiera la nave fu comunque impiegata piuttosto di rado. Come le unità gemelle, fu adibito principalmente al pattugliamento delle coste libiche e all'addestramento a Taranto e Venezia.
Nel 1929 il Monfalcone fu declassato a torpediniera.
Fu l'ultima unità della classe, insieme alla gemella Lika, a essere radiata nel 1939 e quindi demolita.